# I na Tichom okeane...
I na Tichom okeane... (И на Тихом океане...) è un film del 1973 diretto da Jurij Stepanovič Čuljukin.

## Trama
Gli ultimi giorni della guerra civile. Spinte da parte dall'Armata Rossa nell'Oceano Pacifico, le truppe della Guardia Bianca stanno cercando di mantenere il potere. Ripongono le loro speranze su un treno blindato che fornirà loro munizioni.